# اسامه السعیدی
اسامه السعیدی (عربی: أسامة السعيدي؛ زاده ۱۵ اوت ۱۹۸۸) بازیکن فوتبال اهل مراکش است که در پست وینگر بازی می‌کند.
وی همچنین در تیم ملی فوتبال مراکش بازی کرده‌است.